# Romaria
Romaria ou romagem (romería em espanhol) é um tipo de peregrinação religiosa católica romana anual a curta distância praticada na Península Ibérica e em países anteriormente colonizados pela Espanha e Portugal. O termo vem de romero ou romeiro, significando uma pessoa que viaja para Roma. A viagem pode ser feita em carros, pau de arara (comuns na Região Nordeste do Brasil), carros alegóricos, a cavalo ou a pé, e seu destino é um santuário ou eremitério consagrado a uma figura religiosa homenageada na festa daquele dia. Além de assistir a cultos e procissões religiosas, os peregrinos, que também são chamados de romeiros, também podem se envolver em eventos sociais como cantar, festejar e dançar. 

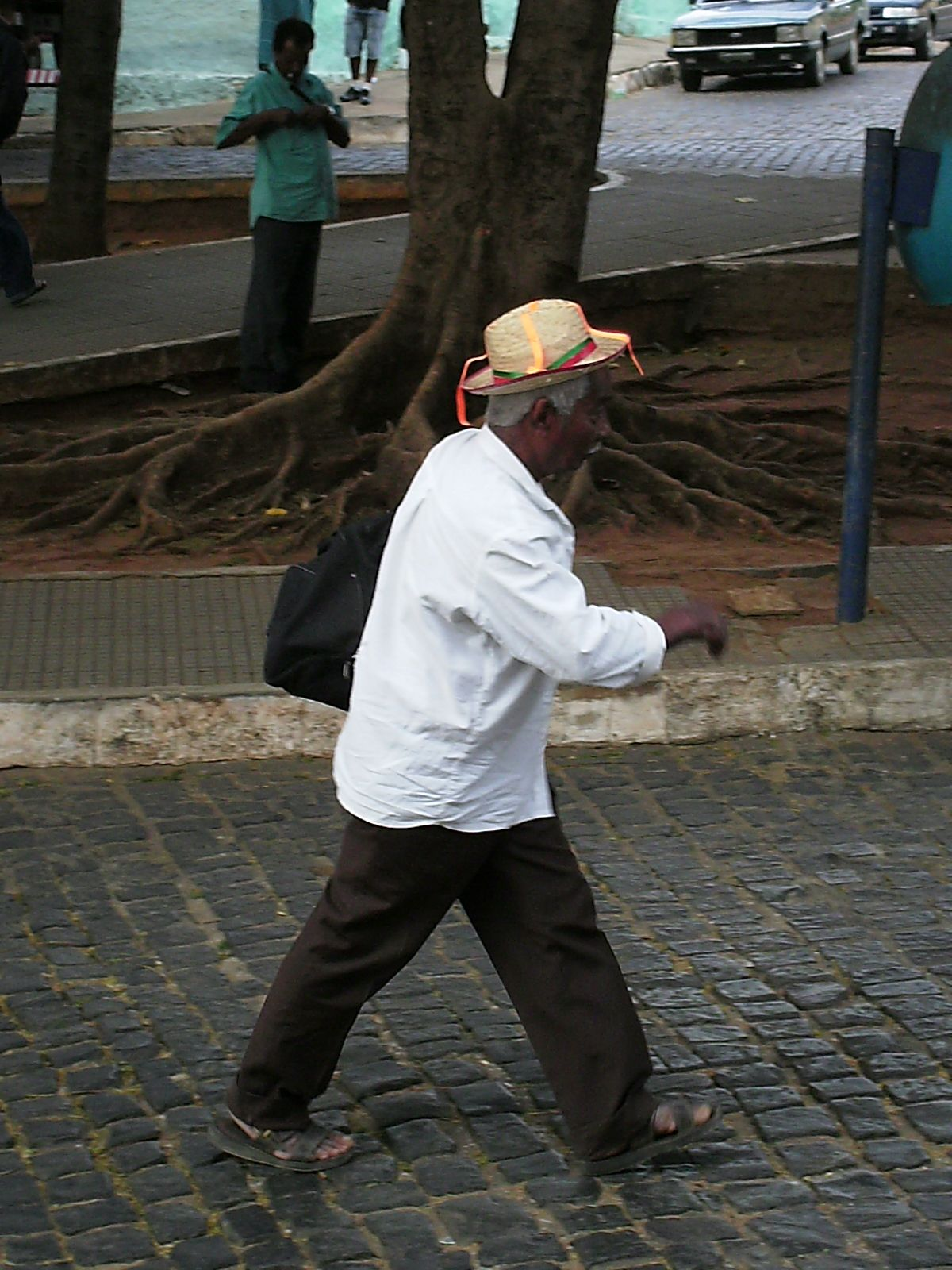
Típico romeiro do Bom Jesus, Brasil.

## Principais destinos da Romaria

### Na Espanha
- Santiago de Compostela: cidade onde foram encontrados os restos mortais do apóstolo Tiago - com peregrinação tradicionalmente feita a pé, podendo ter dois pontos de partida: em França e em Portugal.

### Brasil

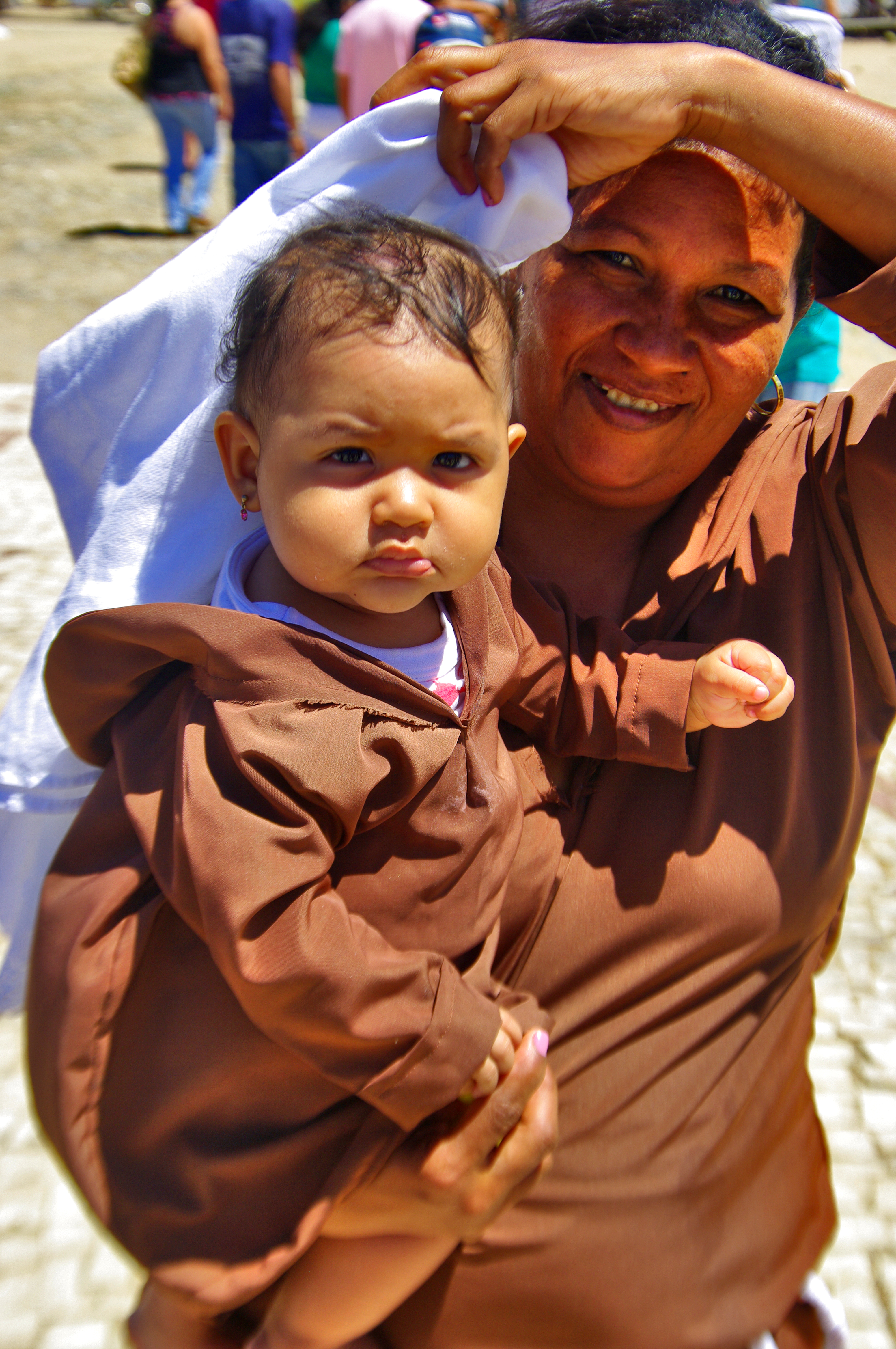
Devotas de São Francisco das Chagas em Canindé, Ceará

- Aparecida: cidade paulista onde foi encontrada a imagem de uma Nossa Senhora negra, chamada posteriormente de Nossa Senhora da Conceição Aparecida;
- Nossa Senhora Aparecida, Sergipe: A Peregrinação de Nossa Senhora Aparecida, realizada anualmente em 12 de outubro, já é considerada a maior festa religiosa do Estado de Sergipe, reunido, em um só dia, mais de 150 mil pessoas,[3] provenientes de todas as regiões de Sergipe, dos Estados de Alagoas e Bahia, e de diversas partes do Brasil.[4] A cidade Sergipana, única do país que carrega o nome completo da padroeira do Brasil, recebe durante todo o ano peregrinos que, na matriz Santuário de Nossa Senhora Aparecida, pagam promessas e fazem seus pedidos por intercessão da Mãe de Deus. A romaria tornou-se patrimônio Cultural e Imaterial do Estado de Sergipe no ano de 2015, e o santuário é dirigido pastoralmente pelos Missionários Redentoristas da Vice-província redentorista de Recife.
- Nossa Senhora do Rosário do Rocio: em Paranaguá, Paraná. Sua festa, em 15 de novembro, reúne mais de 100 mil pessoas na tradicional procissão em louvor à padroeira do Estado, cuja imagem foi pescada nas águas da baía da mesma cidade em meados do século XVII.
- Bom Jesus da Lapa: localizada na Bahia, onde existe um santuário numa gruta à beira do rio São Francisco, com festa em 6 de agosto;
- Canindé: no Ceará, trata-se da segunda maior romaria do mundo em homenagem a São Francisco;
- Divino Pai Eterno: Trindade, em Goiás;
- Juazeiro do Norte: cidade onde viveu Padre Cícero, considerado santo por muitos brasileiros;
- Nossa Senhora da Abadia: em Goiás, Romaria chamado o Muquem, já há más de 262 anos de romaria e fé. A festa começa dia 5 de agosto e vai até dia 16 acabando com a missa dos romeiros;
- Nossa Senhora de Caravaggio: Farroupilha, no Rio Grande do Sul;
- Nossa Senhora do Carmo: Romaria Mariana do Santuário de Santa Rita de Cássia, em Santa Cruz, no Rio Grande do Norte;[5]
- Nossa Senhora da Abadia: na atual cidade de Romaria, antes conhecida como Agua Suja, uma romaria tradicional na região do Triângulo Mineiro;
- Santuário Sagrado Coração de Jesus: em São Leopoldo, no Rio Grande do Sul, onde está o corpo do Padre João Batista Reus. Romaria que ocorre anualmente na sexta-feira da paixão; em Vera Cruz, estado de São Paulo, ocorre em setembro de todo ano e envolve devotos de todos os lados do estado Paulista, como também Mato Grosso, Mato Grosso do Sul, Paraná.
- Santuário de Santa Paulina do Coração Agonizante de Jesus: em Nova Trento, em Santa Catarina, onde viveu Amabile Lucia Visintainer
- Romaria dos Cavaleiros de Sant'Ana, Vargem Grande do Sul romaria que acontece em louvor a Padroeira da cidade, Sant'Ana, romaria que já acontece a décadas na cidade, e é considerada a 2ª Maior do País.
- Romaria da Gratidão: Romaria no Santuário de Santa Rita de Cássia, em Santa Cruz, no Rio Grande do Norte, em que simboliza a celebração da elevação do terminal turístico-religioso Alto de Santa Rita em Santuário Católico, no dia 12 de outubro, em comunhão com os festejos dedicados à Nossa Senhora Aparecida, padroeira do Brasil;[5]
- Romaria de Santa Rita de Cássia: Durante os festejos da padroeira de Santa Cruz, no Rio Grande do Norte, entre os dias 13 e 22 de maio, com os grandes dias de movimentação aos domingos e no dia da padroeira, Santa Rita de Cássia, em 22 de maio, encerrando com uma procissão de 100 mil pessoas;[6]
- Nossa Senhora Medianeira, em Santa Maria, Rio Grande do Sul. Nossa Senhora Medianeira é a Padroeira da cidade e do estado.
- Bom Jesus de Pirapora: Estado de São Paulo.
- Nossa Senhora de Nazareth, no Pará.
- Nossa Senhora de Fátima, em Erechim, Rio Grande do Sul.
- Nossa Senhora do Pilar, em Pilar (Alagoas).
- Romaria Senhor dos Passos: Romaria de Nosso Senhor dos Passos, em São Cristóvão, Sergipe. É uma grande romaria penitencial, realizada no segundo final de semana da Quaresma e reúne mais de duzentos mil romeiros. Muitos dos devotos do Senhor dos Passos acompanham as procissões vestidos em mortalhas roxas, com velas ou ajoelhados. Na romaria destacam práticas como passar ajoelhado sob as charolas do Senhor dos Passos e de Nossa Senhora da Soledade. Na Igreja da Ordem Terceira do Carmo, existe a sala da promessas, com milhares de ex-votos deixados pelos romeiros. Entre o final do século XIX e o século XX, a romaria passou por inúmeros conflitos envolvendo os leigos e o clero franciscano, na reforma católica devocional.[7]
- Peregrinação de Nossa Senhora Divina Pastora, na cidade de Divina Pastora, em Sergipe. É uma peregrinação realizada sempre no terceiro domingo de outubro, criada em 1958, que reúne mais de duzentos mil peregrinos. A cidade possui o belo Santuário Nossa Senhora Divina Pastora, com o teto pintado por José Teófilo de Jesus. A cidade recebe dezenas de peregrinações menores ao longo de todo o ano.[8] No altar-mor, existe uma escultura de Nossa Senhora Divina Pastora.
- Padre Ibiapina: Em Solânea, Paraíba. É uma peregrinação que ocorre anualmente no dia  19 de Fevereiro, com destino ao Santuário de Santa Fé. Reúne cerca de 25 mil fiéis anualmente.
- Romaria de Bom Jesus dos Navegantes, em Propriá, Sergipe. Trata-se da maior festa católica do Baixo São Francisco, realizada sempre no último domingo de janeiro, com uma procissão fluvial pelo Rio São Francisco entre as cidades de Propriá, em Sergipe e Porto Real do Colégio, em Alagoas. De acordo com os relatos,[9] a procissão foi criada em 1914, devido a uma promessa de pescadores que estavam à deriva. A Romaria de Bom Jesus dos Navegantes é a principal festa de Propriá.

### Portugal
- Santuário de Nossa Senhora de Fátima (Fátima): local de culto mariano onde os fiéis católicos acreditam que ocorreu uma aparição da Santíssima Virgem Maria;
- Santuário de Nossa Senhora da Conceição de Vila Viçosa (Vila Viçosa): local de culto mariano onde se encontra a imagem de Nossa Senhora da Conceição, padroeira e rainha de Portugal;
- Santuário Nacional de Cristo Rei (Almada): local de culto cristão que recebe peregrinos nacionais e internacionais para visita ao monumento;
- Santuário da Mãe Soberana (Loulé): romaria anual ao famoso santuário do Algarve onde ocorre a maior manifestação religiosa a Sul de Fátima;
- Senhor Santo Cristo dos Milagres, Açores: uma das maiores celebrações de culto cristão que recebe peregrinos de todo o Mundo;
- Ilha de São Miguel, Açores: as romarias quaresmais, dando a volta completa à ilha em cerca de sete dias, são uma das mais importantes e profundas tradições populares;
- Santuário do Senhor da Serra (Semide, Miranda do Corvo);
- Balazar (Póvoa de Varzim): local de inúmeras peregrinações para visita à casa e ao túmulo da Beata Alexandrina Maria da Costa;
- Ermida de Nossa Senhora do Monte Santo (Água de Pau): romaria ao local de uma antiga e reconhecida aparição de Nossa Senhora;
- Romaria ao Poço Santo (de Nossa Senhora), local sagrado de devoção mariana situado nos arredores de Porches;
- Romaria da Rainha Santa Isabel (Coimbra);
- Romaria de Nossa Senhora da Luz, em Lagoa: uma das maiores romarias no Sul de Portugal;
- Romaria de Nossa Senhora d'Aires (Viana do Alentejo);
- Romaria de Nossa Senhora da Boa Nova (Terena);
- Romaria do Senhor Jesus da Piedade;
- Romaria ao Senhor Jesus dos Milagres (Leiria);
- Nossa Senhora dos Remédios (Lamego);
- Romaria de Nossa Senhora do Mont`Alto (Arganil);
- Romaria de Nossa Senhora do Mont`Alto (Penacova);
- Romaria de Nosso Senhor do Mundo (Cabeço de Nosso Senhor do Mundo, Mortágua):
- Romaria de Santa Cruz (Vimieiro, Santa Comba Dão);
- Romaria de Santa Eufémia (Serra da Moita, Mouronho, Tábua);
- Romaria de Nossa Senhora das Ermidas (São Paio do Mondego, Penacova);
- Romaria de Nossa Senhora do Pranto (Senhora da Ribeira, Pinheiro de Ázere, Santa Comba Dão);
- Romaria de Nossa Senhora da Agonia (Viana do Castelo);
- Romaria de Nossa Senhora das Dores (Feiras Novas, Ponte de Lima);
- Romaria de Santa Bárbara (Chã, Alijó), no segundo Domingo de Setembro;
- Romaria de Nossa Senhora da Piedade (Sanfins do Douro, Alijó);
- Romaria de Nossa Senhora da Abadia do Muquem;
- Romaria de Santa Rita de Cássia (Ermesinde, Porto) no segundo domingo de Junho;
- Romaria de Nossa Senhora D'Ajuda (Malhada Sorda).